# Мугінська мова
Мугінська мова (самоназва: мухІела) — одна з малих мов даргінської гілки дагестанських мов. 
Розмовляють мугінською в 3 селах Акушинського району Дагестану: Мугі, Гаджіалалмахі, Шінкбалакада. Кількість носіїв мови, що проживають в цих селах, становить близько 3 тисяч осіб, ще невелика кількість живе в кутанах на рівнині.
Мугінська територія пролягає близько до найбільшої з даргінських мов — акушинської мови, яка активно використовується мугінцями як друга мова.
Мугінська мова є найбільш близькою до акушинської та цудахарської. За даними глотохронології ця мова почала відокремлюватися від 9 ст. н.е..

## Лексика
Приклади слів, що відрізняються від літературної даргінської:
| мугінська | даргінська | переклад |
| --------- | ---------- | -------- |
| čaˀka     | arcan      | птах     |
| q:uwri    | dirix      | хмара    |
| k:ač:a    | χˀa        | собака   |
| k’imi     | q:ujruq:   | хвіст    |